# Дмитровский поселковый совет
Дми́тровский поселко́вый сове́т (укр. Дмитрівська селищна рада) — входит в состав
Бахмачского района
Черниговской области
Украины.
Административный центр поселкового совета находится в
пгт Дмитровка.

## Населённые пункты совета
- пгт Дмитровка
- с. Щучья Гребля